# 羽衣町 (横浜市)
羽衣町（はごろもちょう）は、神奈川県横浜市中区の町名。横浜市の中心街の関内地区に隣接する。現行行政地名は羽衣町1丁目から羽衣町3丁目（字丁目）で、住居表示は未実施。

## 地理
JR根岸線関内駅の西側に位置し、北東-南西に細長い形をしている。海側に当たる北東が1丁目、南西が3丁目となる。北西側の末広町、南東側の蓬莱町に挟まれ、北東は港町、南西は長者町に接する。町の中央を国道16号が貫き、北東端は首都高速の堀割と新横浜通りが通る。関内地区や伊勢佐木町に近く、町内にはオフィスビルや金融機関がみられる。2丁目には厳島神社、3丁目には横浜市立吉田中学校がある。

## 歴史

### 沿革
吉田新田の埋立地にあり、1869年（明治2年）に羽衣町が新設されるまでは姿見町裏と呼ばれていた。1889年（明治22年）4月1日横浜市制施行により横浜市羽衣町となる。地名は1869年に当地に移転した厳島神社に因み、謡曲「羽衣」から採られている。1927年（昭和2年）、区制施行により中区の一部となる。1928年（昭和3年）の地番整理で姿見町・蓬莱町・梅ヶ枝町の各一部と浪花町を合併し、現在の姿になる。

### 治安・風紀の維持
2022年（令和4年）、神奈川県は羽衣町1丁目、2丁目および3丁目を県暴力団排除条例に基づき暴力団排除特別強化地域に指定した。

## 世帯数と人口
2025年（令和7年）6月30日現在（横浜市発表）の世帯数と人口は以下の通りである。
| 丁目        | 世帯数  | 人口  |
| ----------- | ------- | ----- |
| 羽衣町1丁目 | 55世帯  | 57人  |
| 羽衣町2丁目 | 157世帯 | 195人 |
| 羽衣町3丁目 | 8世帯   | 9人   |
| 計          | 220世帯 | 261人 |

### 人口の変遷
国勢調査による人口の推移。
| 年                 | 人口 |
| ------------------ | ---- |
| 1995年（平成7年）  | 89   |
| 2000年（平成12年） | 78   |
| 2005年（平成17年） | 143  |
| 2010年（平成22年） | 222  |
| 2015年（平成27年） | 207  |
| 2020年（令和2年）  | 330  |

### 世帯数の変遷
国勢調査による世帯数の推移。
| 年                 | 世帯数 |
| ------------------ | ------ |
| 1995年（平成7年）  | 59     |
| 2000年（平成12年） | 56     |
| 2005年（平成17年） | 125    |
| 2010年（平成22年） | 189    |
| 2015年（平成27年） | 160    |
| 2020年（令和2年）  | 285    |

## 学区
市立小・中学校に通う場合、学区は以下の通りとなる（2024年11月時点）。
| 丁目        | 番地 | 小学校             | 中学校                 |
| ----------- | ---- | ------------------ | ---------------------- |
| 羽衣町1丁目 | 全域 | 横浜市立本町小学校 | 横浜市立横浜吉田中学校 |
| 羽衣町2丁目 | 全域 | 横浜市立本町小学校 | 横浜市立横浜吉田中学校 |
| 羽衣町3丁目 | 全域 | 横浜市立本町小学校 | 横浜市立横浜吉田中学校 |

## 事業所
2021年現在の経済センサス調査による事業所数と従業員数は以下の通りである。
| 丁目        | 事業所数  | 従業員数 |
| ----------- | --------- | -------- |
| 羽衣町1丁目 | 23事業所  | 568人    |
| 羽衣町2丁目 | 85事業所  | 1,782人  |
| 羽衣町3丁目 | 38事業所  | 525人    |
| 計          | 146事業所 | 2,875人  |

### 事業者数の変遷
経済センサスによる事業所数の推移。
| 年                 | 事業者数 |
| ------------------ | -------- |
| 2016年（平成28年） | 107      |
| 2021年（令和3年）  | 146      |

### 従業員数の変遷
経済センサスによる従業員数の推移。
| 年                 | 従業員数 |
| ------------------ | -------- |
| 2016年（平成28年） | 2,301    |
| 2021年（令和3年）  | 2,875    |

## 施設
- 横浜市立横浜吉田中学校
- 厳島神社
- みずほ銀行
- 三井住友銀行
- 三菱UFJモルガン・スタンレー証券
- ダイワロイネットホテル

## その他

### 日本郵便
- 郵便番号：231-0047[3]（集配局：横浜港郵便局[17]）

### 警察
町内の警察の管轄区域は以下の通りである。
| 丁目        | 番・番地等 | 警察署         | 交番・駐在所 |
| ----------- | ---------- | -------------- | ------------ |
| 羽衣町1丁目 | 全域       | 伊勢佐木警察署 | 吉田橋交番   |
| 羽衣町2丁目 | 全域       | 伊勢佐木警察署 | 吉田橋交番   |
| 羽衣町3丁目 | 全域       | 伊勢佐木警察署 | 吉田橋交番   |

## 参考資料
- 『県別マップル 神奈川県広域・詳細道路地図』2006年4刷 昭文社 ISBN 9784398626998